# Cremastocheilus puncticollis
Cremastocheilus puncticollis är en skalbaggsart som beskrevs av Mont A. Cazier 1940. Cremastocheilus puncticollis ingår i släktet Cremastocheilus och familjen Cetoniidae. Inga underarter finns listade i Catalogue of Life.